# Dexippus
Dexippus Thorell, 1891 è un genere di ragni appartenente alla famiglia Salticidae.

## Distribuzione
Le tre specie oggi note di questo genere sono state rinvenute in alcune regioni dell'Asia, precisamente in India, Taiwan e Sumatra.

## Tassonomia
A dicembre 2010, si compone di tre specie:
- Dexippus kleini Thorell, 1891[2] — Sumatra
- Dexippus taiwanensis Peng & Li, 2002 — Taiwan
- Dexippus topali Prószynski, 1992 — India

### Specie trasferite
A seguito di un lavoro dell'aracnologo Schenkel del 1963, ben 5 specie sono state trasferite e ridenominate in altri generi:
- Dexippus berlandi Schenkel, 1963; trasferita al genere Plexippus C. L. Koch, 1846.
- Dexippus cavaleriei Schenkel, 1963; trasferita al genere Phintella Strand, 1906.
- Dexippus davidi Schenkel, 1963; trasferita al genere Phintella Strand, 1906.
- Dexippus lesserti Schenkel, 1963; trasferita al genere Phintella Strand, 1906.
- Dexippus tschekiangensis Schenkel, 1963; trasferita al genere Phintella Strand, 1906.